# Fosfoproteína fosfatasa
Las fosfoproteína fosfatasas (PPP) son una familia de enzimas pertenecientes al grupo de las proteína fosfatasas que catalizan la reacción de desfosforilación de una fosfoproteína. Junto con las proteína quinasas, estas enzimas establecen el estado de fosforilación de las proteínas celulares, determinando así su función.
La familia PPP está conformada por PP1, PP2A, PP2B (también conocida como calcineurina o PP3), PP4, PP5, PP6 y PP7. Todas ellas son holoenzimas que contienen una unidad catalítica y al menos una unidad regulatoria.
Este grupo de enzimas eliminan el grupo fosfato unido a un aminoácido serina o treonina de un amplio rango de fosfoproteínas incluyendo algunas enzimas que han sido fosforiladas bajo la acción de una kinasa. Son muy importantes en el control de eventos intracelulares en células eucariotas.

## Clasificación
En los tejidos de los mamíferos se han identificado cuatro tipos de PP conocidas como PP1, PP2A, PP2B y PP2C. A excepción de esta última, el resto están evolucionalmente relacionadas.
- La proteína fosfatasa 1 (PP1) es una enzima de amplia especificidad. Es inhibida por dos proteínas termoestables, el inhibidor-1 y 2. En los mamíferos existen dos formas de PP1 relacionadas estrechamente, PP1α y PP1β, producidas por splicing alternativo del mismo gen. En la Emericella nidulans, la PP1 (gen bimG) juega un papel importante en el control de la mitosis inviertiendo la acción de la nimA kinasa. En las levaduras, la PP1 (gen SIT4) está involucrasa en la defosforilación de la subunidad grande de la ARN polimerasa II.

- La proteína fosfatasa 2A (PP2A) también es una enzima de amplia especificidad. La PP2A en una enzima trimérica que consiste en un núcleo compuesto por una subunidad A catalítica asociada con una subunidad reguladora de 65 kDa (PR65) y una tercera subunidad variable que proporciona diferentes propiedades a la holoenzima. En los mamíferos existen dos isoformas relacionadas de la subunidad catalítica, PP2A-α y PP2A-β, codificadas por genes diferentes. Participa en muchos aspectos de la función celular incluyendo la regulación de enzimas metabólicas y de proteínas involucradas en la transducción de señales.

- La proteína fosfatasa 2B (PP2B) o calcineurina es una enzima dependiente del calcio cuya actividad es estimulada por la calmodulina. Está compuesta de dos subunidades, la subunidad A catalítica y la subunidad B de unión al calcio. La especificidad de la PP2B está restringida.

- La proteína fosfatasa 2C (PP2C) es una enzima monomérica de aproximadamente 42 kDa que muestra una amplia especificidad por los sutratos y que es dependients de cationes divalentes para su actividad (principalmente manganeso y magnesio). Su papel fisiológico exacto es aun desconocido. Actualmente se conocen tres isozimas en los mamíferos: PP2C-α, -β y -γ. En las levaduras, hay por lo menos 4 homólogos PP2C: fosfatasa PTC1 que tiene una baja actividad tirosina fosfatasa en adición a su actividad sobre las serinas, fosfatasa PTC2, fosfatasa PTC3 y proteína hipotética YBR125c. También se conocen isozimas de PP2C de la Arabidopsis thaliana (ABI1, PPH1), Caenorhabditis elegans (FEM-2, F42G9.1, T23F11.1), Leishmania chagasi y Paramecium tetraurelia. La PP2C no parece que esté relacionadaa evolucionalmente con las principales familias de serina/treonina fosfatasas: PP1, PP2A y PP2B. Sin embargo es similar a la subunidad catalítica de la piruvato deshidrogenasa fosfatasa que cataliza la defosforilación y consecuente reactivación de la subunidad alfa de la piruvato deshidrogenasa.

En los seres humanos existen tipos de fosfoproteína fosfatasas adicionales: PP4, PP5 y PP6.

## Genes
En la tabla siguiente se muestran los principales genes que determinan las unidades catalíticas de las distintas fosfoproteína fosfatasas humanas.
| Nombre                                          | Gen/es                  | Tipo            | Observaciones                                                    |
| ----------------------------------------------- | ----------------------- | --------------- | ---------------------------------------------------------------- |
| Proteína fosfatasa 1 (PPP1C)                    | PPP1CA, PPP1CB y PPP1CC | PP1             | Véase también: Proteína fostasa 1 (PPP1C)                        |
| Serina-treonina proteína fosfatasa 2A           | PPP2CA y PPP2CB         | PP2A            | Véase también: Serina-treonina proteína fosfatasa 2A             |
| Calcineurina                                    | PPP3CA, PPP3CB y PPP3CC | PP2B            | Véase también: Calcineurina                                      |
| Proteína fosfatasa 1 (PPM)                      | De PPM1A a PPM1M        | PP2C            | Véase también: Proteína fosfatasa 2C                             |
| ILK fosfatasa                                   | ILKAP                   | PP2C            | Véase también: Proteína fosfatasa 2C                             |
| Proteína fosfatasa homólogo PTC7                | PPTC7                   | PP2C            | Véase también: Proteína fosfatasa 2C                             |
| Proteína fosfatasa 4                            | PPP4C                   | PP4             |                                                                  |
| Proteína fosfatasa 5                            | PPP5C                   | PP5             |                                                                  |
| Proteína fosfatasa 6                            | PPP6C                   | PP6             |                                                                  |
| Serina-treonina proteína fostatasa con manos EF | PPEF1 y PPEF2           |                 | Véase también: Serina-treonina proteína fostatasa con manos EF   |
| Fosfatasa dual específica DUPD1                 | DUPD1                   | Dual específica | Véase también: Proteína fosfatasa dual específica DUPD1 y DUSPXX |
| Proteína fosfatasa dual específica DUSPXX       | De DUSP1 a DUSP28       | Dual específica | Véase también: Proteína fosfatasa dual específica DUPD1 y DUSPXX |
| Proteína fosfatasa dual específica CDC14        | CDC14A, CDC14B y CDC14C | Dual específica | Véase también: Proteína fosfatasa dual específica CDC14          |
| Proteína fosfatasa dual específica Slingshot    | SSH1, SSH2 y SSH3       | Dual específica | Véase también: Proteína fosfatasa dual específica Slingshot      |
| Laforina                                        | EPM2A                   | Dual específica | Véase también: Laforina                                          |

## PP4 humana: Proteína fosfatasa 4 (PPP4C)
La PPP4C es una proteína fosfatasa que regula muchos procesos como la organización microtubular o la maduración de las snRNPs spliceosomales. Necesita como cofactores un ion hierro y un ion manganeso. La proteína fosfatasa 4 consiste en un tetrámero compuesto de 2 moléculas de la subunidad catalítica y de 2 moléculas de la subunidad reguladora PPP4R2. Interacciona con la IRS4 fosforilada y su localización celular es el citoplasma, núcleo y centrosoma. Pertenece a las PP4.

## PP5 humana: Proteína fosfatasa 5 (PPP5C)
La PPP5C es una proteína fosfatasa que participa en la regulación de la biogénesis del ARN y/o la mitosis. In vitro, defosforila los residuos serina de la fosforilasa del músculo esqueletal y la histona H1. Necesita como cofactores un ion hierro y un ion manganeso. Interacciona con la CDC16 y CDC27. Su localización celular es predominantemente nuclear pero también está presente en el citoplasma. Pertenece a las PP5.

## PP6 humana: Proteína fosfatasa 6 (PPP6C)
La PPP6C es una proteína fosfatasa componente de la ruta de señalización que regula la progresión del ciclo celular en respuesta a la estimulación del receptor IL-2. El dominio N-terminal restringe la progresión de la fase G1 a la fase S en células cancerosas, en parte a través del control de la ciclina D1. Regula negativamente la activación de la kinasa MAP3K7 (proteína mitógeno activada kinasa kinasa kinasa) de la ruta de señalización de IL-1 mediante la defosforilación de la MAP3K7.
Necesita como cofactores un ion hierro y un ion manganeso. Interacciona con IGBP1, MAP3K7, NFKBIE, SAPS1, SAPS2 y SAPS3. Su localización celular y expresada en muchos tejidos sobre todo en testículos, corazón, riñones, cerebro, estómago, hígado, músculo esqueletal. Se expresa en bajo nivel en la placenta y bazo. Es regulada por la IL-2 en los linfocitos T periféricos. Pertenece a las PP6.

## Proteína fosfatasas dual específicas humanas
Las proteínas fosfatasas dual específicas son aquellas que pertenecen al número de enzima EC 3.1.3.16 y EC 3.1.3.48 (proteína-tirosina fosfatasa).

## Inhibición por toxinas de cianobacterias
Las cianobacterias producen una amplia variedad de metabolitos tóxicos denominados cianotoxinas. Las microcistinas y nodularinas son dos familias de polipéptidos cíclicos con actividad hepatotóxica. Estas inhiben las proteínas fosfatasas 1 y 2A (PP1/2A), debido a la interacción con Adda-metildehidroalanina en el sitio catalítico de la enzima. La  inhibición de PP1 y 2A resulta en la hiperfosforilación de las proteínas del citoesqueleto, interrupción de la señalización intracelular, inhibición de la reparación del ADN, estrés oxidativo (principalmente por especies reactivas de oxígeno), daño al ADN e inducción de la apoptosis y necrosis celular.